# 勒沃斯哈根
勒沃斯哈根（德語：Rövershagen）是德国梅克伦堡-前波美拉尼亚州的一个市镇。总面积20.55平方公里，总人口2537人，其中男性1308人，女性1229人（2011年12月31日），人口密度123人/平方公里。